# إليزابيث جوردن
إليزابيث جوردن (بالإنجليزية: Elizabeth Jordan) (9 مايو 1865، ميلواكي في الولايات المتحدة - 24 فبراير 1947، نيويورك في الولايات المتحدة)؛ صحفية وروائية أمريكية.

## روابط خارجية
- إليزابيث جوردن على موقع IMDb (الإنجليزية)